# Belfast Blitzers
I Belfast Blitzers sono stati una squadra di football americano, di Belfast, in Irlanda del Nord.

## Storia
La squadra è stata fondata il 15 febbraio 1985 e ha chiuso nel 1988; ha vinto 1 All-Ireland Final e 1 NIAFA e ha partecipato una volta allo Shamrock Bowl.

## Dettaglio stagioni

### Tackle football

#### Tornei nazionali

##### Campionato

###### IAFL
| Stagione | regular season | regular season | regular season | regular season | regular season | regular season | playoff | playoff | playoff | playoff | playoff | playoff                           | playoff      |
|          | Vin            | Par            | Per            | Tot            | PF             | PS             | Vin     | Per     | Tot     | PF      | PS      | risultato                         | avversaria   |
| -------- | -------------- | -------------- | -------------- | -------------- | -------------- | -------------- | ------- | ------- | ------- | ------- | ------- | --------------------------------- | ------------ |
| 1986     | 4              | 0              | 0              | 4              | 119            | 26             | 1       | 0       | 1       | 7       | 0       | Vincitori della All Ireland Final | Dublin Celts |
| Totale   | 4              | 0              | 0              | 4              | 119            | 26             | 1       | 0       | 1       | 7       | 0       |                                   |              |

Fonti: Enciclopedia del Football - A cura di Massimo Mezzetti

### Riepilogo fasi finali disputate
| Anno           | Luogo | Evento | Fase del torneo   | Incontro                        | Risultato |
| 16 agosto 1986 |       | IAFL   | All Ireland Final | Belfast Blitzers - Dublin Celts | 7 - 0     |

## Palmarès
- 1 All Ireland Final (1986)
- 1 NIAFA (1986)